# 人民日報
人民日報（じんみんにっぽう、中国語: 人民日报）は、中国共産党中央委員会の機関紙である。人民日報社が発行している。

## 概要
1948年6月15日、河北省の党地方支部（平山県西柏坡華北局）において創刊。翌1949年3月に本部を北京へ移転し、同年8月に中国共産党の公式機関紙となる。初期の人民日報は繁体字表記が用いられたが、毛沢東の「文字改革」により、1956年1月1日から段階的に簡体字表記に改められた。また、創刊当初は縦書きであったが、同日より横書きになった。
1985年7月には国外向け版の発行もはじめ、中国語版に加えて、英語版、日本語版、フランス語版、スペイン語版、ロシア語版、アラビア語版の7か国語で配信されている。改革開放路線において市場原理が導入されると発行部数が落ちるものの、広告の掲載など紙面の変化が見られるようになった。
第一面の最上部「人民日報」の題字は、毛沢東自身の揮毫である。
「人民網」は1997年に人民日報のインターネット版として開設され、翌1998年に日本でも開設された。日本関係の版では、中国で発生したニュースを日本語で紹介する「日本語版」と、日本で発生したニュースを中国語で紹介する「日本版」があり、いずれも人民網日本株式会社が運営している。日本版は日本と日中関係を専門報道対象とする中国唯一のニュースサイトでもある。
人民網は、携帯電話へのニュース配信を始めた初の外国メディアである。当初はNTTドコモだけの対応であったが、2008年初よりauとウィルコムにも公式ウェブサイトが開設（現在Softbank未対応）されており、中華人民共和国のニュースを日本語で発行する「日文版」と日本のニュースを中国語で発行する「中文版」がある。
これらは、上記の日本語版と日本版に対応しており、毎日70本以上のニュースが届く。これらの大量のニュースから必要なものだけを、分野やキーワードを指定して電子メールで受け取るメールニュースや、日本の携帯では表示できない中国語漢字を画像で表示するなどが、他の携帯サイトにはない特長である。また2008年8月より、一般からの投稿も可能になり、中華街情報なども掲載されるようになるなど、日本対応が進んできている。
人民日報と朝日新聞社は提携関係にあり、朝日新聞デジタルでは、CNNやトムソン・ロイターと並んで、人民日報の記事を特別コーナーにて常時掲載しているのに対し、人民日報のウェブサイトでは、朝日新聞の記事を常時掲載している。また、かつては元朝日新聞社北京支局長の秋岡家栄が、日本代理人を務めていた。
読売新聞グループも海外特約メディアの一つであり、記事掲載やシンポジウム共催などで提携している。
2013年5月、翌2014年に落成予定の新社屋ビルが、中国のネットユーザーの間で「なんとも雄々しい形状である」との評判を呼び始め、外電を通じて世界中に報道される事態となった。

## アメリカでの扱い
アメリカ合衆国国務省は2020年6月、人民日報は独立した報道機関ではなく、中国共産党の支配下にあるプロパガンダ機関として諜報活動と世論戦、情報戦を仕掛ける宣伝機関であるために、中国中央テレビ、中国新聞社 (中華人民共和国)、環球時報とともに「外国使節団」と認定する。